# Paulusplatz (Trier)
Der Paulusplatz ist ein Platz in der Trierer Innenstadt. Er verbindet sich an der Kreuzung der Dietrichstraße mit der Oerenstraße und der Hieronymus-Jaegen-Straße. Am Platz befindet sich der gleichnamige Campus der Hochschule Trier.

## Namensherkunft
Seinen Namen leitet der Platz von der dem Apostel Paulus von Tarsus gewidmeten Pfarrkirche St. Paulus ab, die auf dem Platz steht.

## Kulturdenkmäler
Rundum den Platz befindet sich mehrere Kulturdenkmäler. Zudem ist ein Großteil des Platzes Denkmalzone. Im Folgenden werden einige Gebäude im Platz näher erläutert.

### Pfarrkirche St. Paulus
Die namensgebende Pfarrkirche St. Paulus ist eine stattliche neoromanische Querhausbasilika mit Eckturm. In der Pfarrkirche befindet sich das Grab von Hieronymus Jaegen, einem Trierer Geistlichen und Mystiker.

### Pfarrhaus St. Paulus

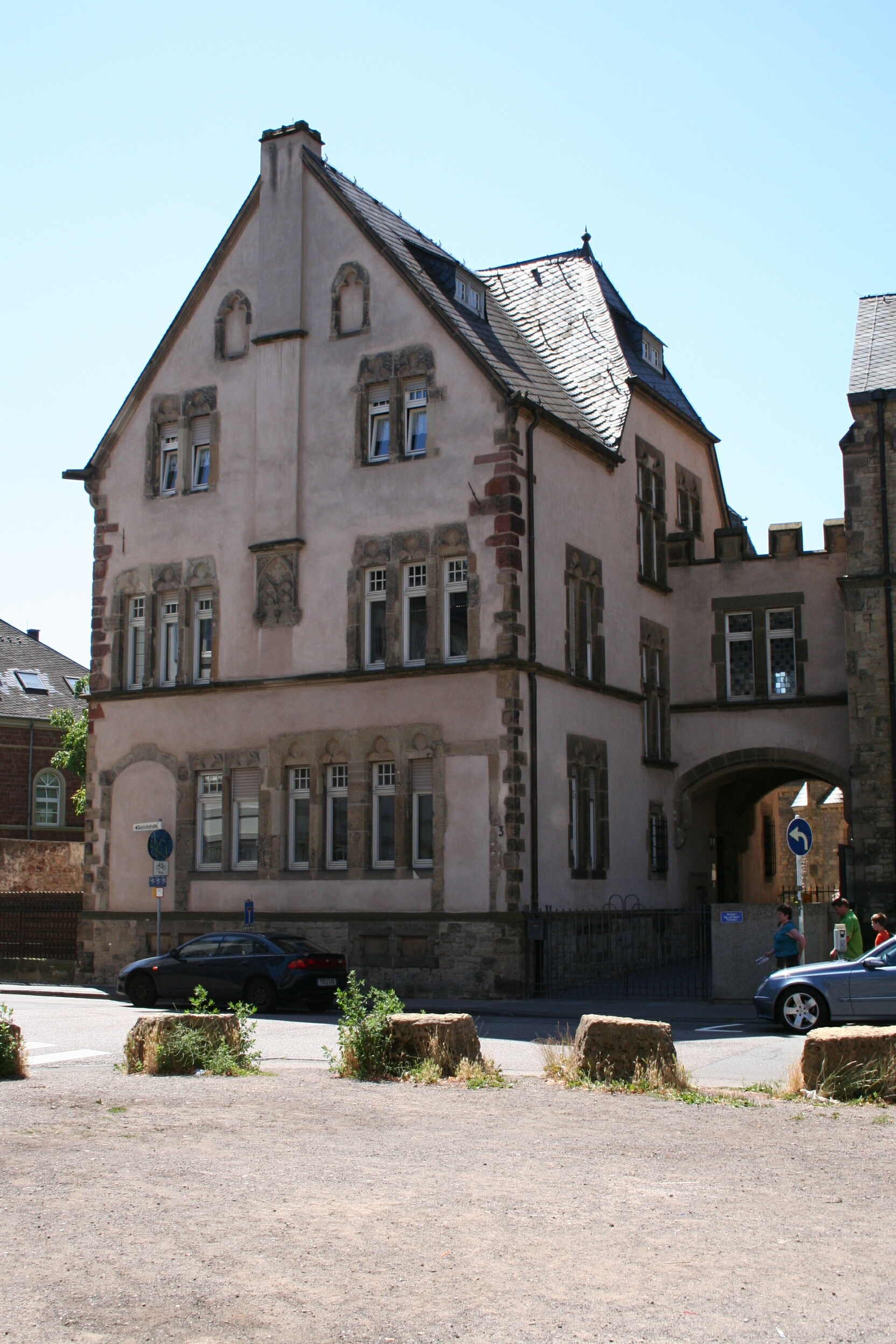
Pfarrhaus

Das Pfarrhaus St. Paulus ist eine Kopie eines vorangegangenen, als Stadtlazarett genutzten und 1907 abgebrochenen gotischen Giebelhauses nach Entwurf des Architekten und Dombaumeisters Julius Wirtz. Das neue Gebäude wurde noch im selben Jahr fertiggestellt. Es ist ein zweieinhalbgeschossiger Putzbau mit Sandsteingliederung. Die unter Verwendung der historischen Gewände wiederaufgebaute Giebelfront wurde gegenüber der Fassade des Vorgängerbaus mit einem hohen Sockel ausgestattet, der durch seine Sandsteinrustika an die Außenhaut der benachbarten Pauluskirche angepasst wurde. Vom abgegangenen Gebäude wiederverwendet wurden im Parterre ein seitliches, vermutlich aus dem 16. Jahrhundert stammendes Portalgewände mit Rosettenverzierung am Stichbogenansatz und ein jüngeres, schmales Rechteckgewände auf der gegenüberliegenden Seite. Zwischen den neu zugesetzten Eingängen wurde ein Stockfenster aus dem Übergang der Spätgotik zur Renaissance eingebaut. Der Sturz bildet zwei durch einen Rechteckrahmen angeschnittene Rundbögen aus, in die jeweils ein Dreipassbogen einbeschrieben bzw. eingefügt ist; diese sind jedoch nicht mehr original erhalten und wurden inzwischen durch Kopien ersetzt. Älter, etwa aus dem 14. Jahrhundert, und noch original erhalten ist die im Parterre benachbarte Vierfenstergruppe, deren Stürze genauso wie die zur Seite gerückten, über einem Gurtgesims ansetzenden Drillingsfenster des ersten Stockwerks und die Zwillingsfenster des unteren Giebelgeschosses mit reliefierten Kleeblatt-Blendbögen verziert sind. Aus der gleichen Zeit stammt offenbar auch der erst im ersten Obergeschoss hervortretende und neben der Firstpfette hochsteigende Mittelkamin, dessen Sandsteinkonsole mit Blendmaßwerk verziert ist.
Das Pfarrhaus präsentiert sich abgesehen von seiner Fassade als malerisch komponierter Neubau mit einer aufgelockerten, durch kleine Schleppgauben belebten Dachlandschaft. Die meisten Sandsteingewände der von der Straße abgewandten Umfassungsmauern sind als Stock- oder Kreuzstockfenster gebildet. Nur wenige Fenster haben historische Gewändeteile: Auffällig sind ein spätgotischer Sturz mit Kielbogen und Wappen am Obergeschossfenster der Ostwand, ein Sturz mit spätgotischem Astwerk als gedrückter Dreipassbogen am Parterrefenster der Westwand, sowie Teile von abgefasten Stockfenstergewänden im abgewalmten Südgiebel. Die 1907 komplett neu geschaffene Toreinfahrt mit Netzrippengewölbe und einer zinnenbewehrten Überbauung schafft hier einen besonderen Akzent. Zusammen mit der Pauluskirche bildet das Gebäude ein platzbildprägendes Ensemble im Nachklang des Späthistorismus. Das als Denkmal eines gotischen trierischen Bürgerhauses mit einer idealtypisch rekonstruierten Giebelfassade wiederaufgebaute Pfarrhaus ist ein herausragendes Zeitdokument der frühen lokalen Stadtbild- und Denkmalpflege.

### Ehemalige Kunstgewerbeschule

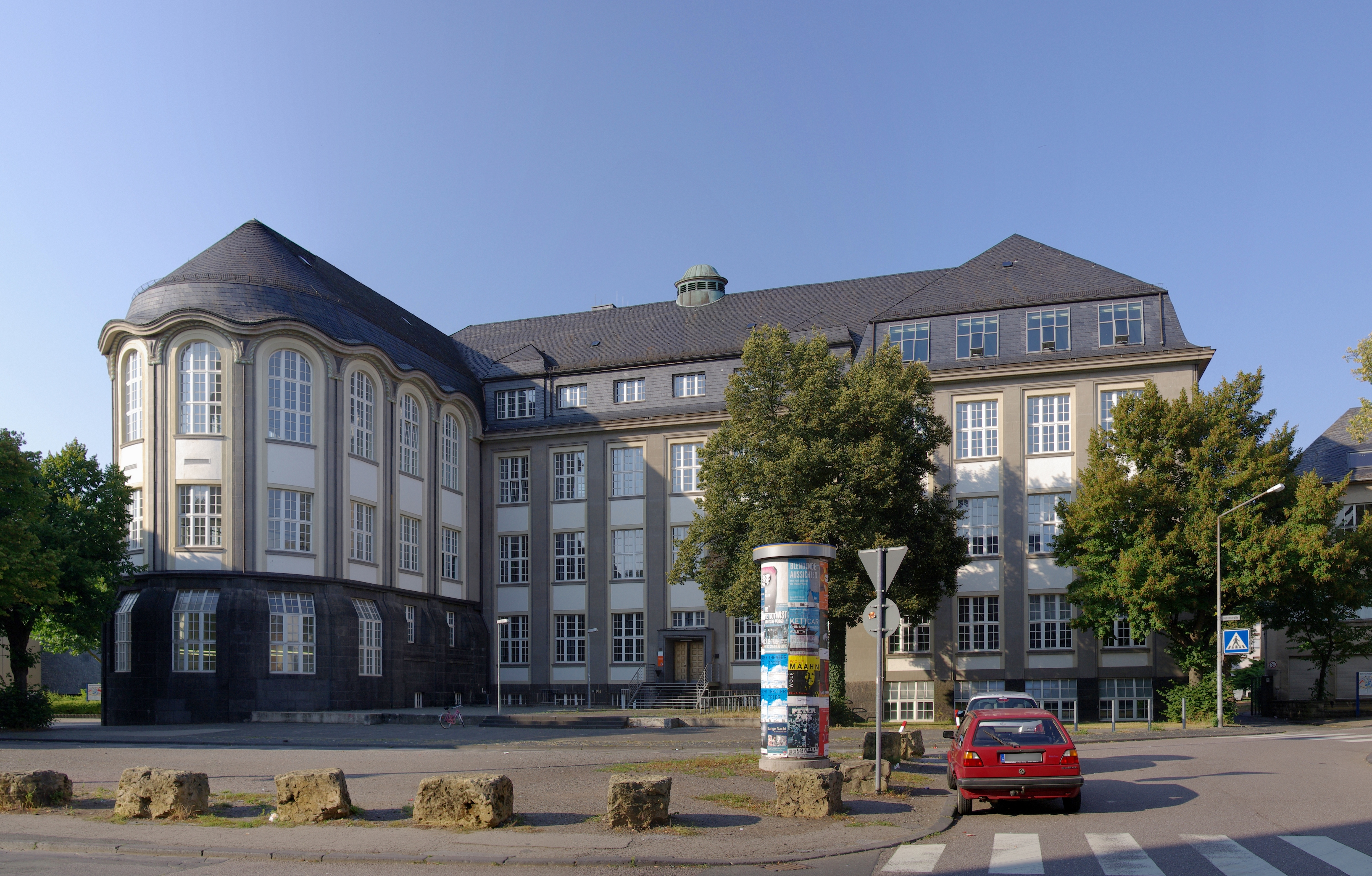
Ehemalige Kunstgewerbeschule

An der Nordseite des Platzes gegenüber der Kirche St. Paulus steht das Gebäude der ehemaligen Kunstgewerbeschule, das heute Teil der Hochschule Trier beheimatet. Das Gebäude stammt aus dem frühen 20. Jahrhundert. Architekt war Balduin Schilling. Es ist ein dreigeschossiger, mit verschiefertem Walmdach versehener Monumentalbau, der einen langgestreckten, traufständigen Klassenflügel ausbildet. An der östlichen Gebäudefassade besteht ein Seitenrisalit, nach Westen hin schließt der Flügel mit einem abgerundeten vorgelagerten Baukomplex ab.
Am Haupteingang zum Treppenhaus stach ein in der Ecke angeordneter Vorbau hervor, der anlässlich der Verlegung des Eingangs zur Fassadenmitte um 1930 abgebrochen wurde. Abgegangen ist auch ein rückwärtiger, eingeschossiger Anbau, der durch ein neues Treppenhaus zu einem modernen Schulgebäude im Nordwesten ersetzt wurde.
Das stattliche Schulgebäude gilt als bemerkenswertes Beispiel eines sachlich geprägten Neoklassizismus. Zudem zählt es zu den ältesten Stahlbeton-Skelettbauten in der Trierer Altstadt.